# 대전 시티즌 2016 시즌
대전 시티즌 2016 시즌은 대전의 19번째 시즌이다. 최문식 감독 부임 2년차 시즌이였고, 대표이사로 윤정섭이 새로 부임하였으며, 지난 시즌 막판 임시주장이였던 김병석이 정식 주장으로 선임 되었으며, 김선민이 부주장으로 선임되었다.

## 전지 훈련
대전 시티즌은 1월 11일 경상남도 통영시로 1차 전지훈련을 떠났으며, 1월 24일 일본 가고시마로 2차 전지훈련 예정이였으나, 갑작스러운 한파로 비행기가 결항되었고, 후쿠오카행 항공편을 통해 겨우 가고시마에 도착하였으며, 2월 15일 2차 전지훈련을 마친 뒤, 2월 17일부터 2월 28일까지 남해에서 3차 전지훈련을 떠났다.

## 전지 훈련 연습경기
| 1 2016년 1월 18일 | 대전 시티즌              | 3 : 1 | 성균관대학교 | 통영시, 대한민국 |  |  |
|                   | 조예찬 · 박재우 · 김해식 |       | 득점         |                  |  |  |
|                   |                          |       |              |                  |  |  |

| 2 2016년 1월 25일 | 대전 시티즌 | 0 : 2 | 옌볜 푸더   | 가고시마, 일본 |  |  |
|                   |             |       | 득점 · 득점 |                |  |  |
|                   |             |       |             |                |  |  |

| 3 2016년 1월 30일 | 대전 시티즌 | 1 : 1 | 가고시마 유나이티드 | 가고시마, 일본 |  |  |
|                   | 남윤재      |       | 득점                |                |  |  |
|                   |             |       |                     |                |  |  |

| 4 2016년 2월 3일 | 대전 시티즌 | 1 : 0 | 카마타마레 사누키 | 가고시마, 일본 |  |  |
|                  | 한의권      |       |                   |                |  |  |
|                  |             |       |                   |                |  |  |

| 5 2016년 2월 8일 | 대전 시티즌 | 2 : 3 | 우라와 레드 다이아몬드 | 가고시마, 일본 |  |  |
|                  | 유승완 ,    |       | 득점 · 득점 · 득점     |                |  |  |
|                  |             |       |                        |                |  |  |

| 6 2016년 2월 11일 | 대전 시티즌 | 1 : 0 | 요코하마 FC | 가고시마, 일본 |  |  |
|                   | 진대성      |       |             |                |  |  |
|                   |             |       |             |                |  |  |

## 정규 시즌

### 겨울 이적시장 (시즌 전)
2015시즌을 끝으로 성적부진으로 전득배 사장이 대표이사직에서 사임하고,
 윤정섭 사장이 새로 대표이사직에 취임하였다.

최문식 감독은 2015시즌을 끝으로 대전과 계약기간이 만료되는 선수중 김병석을 제외한 나머지 12명의 선수들과는 재계약을 하지 않았다.
오승훈과 윤준성이 군복무로 상주 상무에 입단하였고, 이현승과 황지웅이 군복무로 안산 무궁화 FC에 입단하였다.
최문식 감독은 2년 동안 대전의 공격진을 책임졌던 유망주인 서명원을 지키려고 했으나, 바이아웃 조항에 의해 울산 현대로 이적하였다.
서명원을 보내는 대신 대전은 울산으로부터 김선민을 영입하였다.
2014년부터 대전의 주장으로 활약하였던 윤원일은 부상이 심한 관계로 결국 은퇴를 선언하였고, 울산대학교의 코치로 취임하였다.
대전의 레전드 선수 출신인 김종현이 대전의 코치로 새로 부임하였다.
이범영의 동생으로 유명한 이범수가 서울 이랜드 FC를 떠나 대전에 입단하였다.
조원득, 안세희, 이광훈, 손설민, 하피냐 등의 임대 선수들이 대거 임대기간 종료로 대전을 이탈해 소속팀으로 복귀했으며, 안세희는 부산 아이파크 복귀 대신 FC 안양 이적을 택했으며, 이광훈 역시 포항 스틸러스 복귀 대신 수원 FC 이적을 택하였다.
2년 동안 대전의 중원을 지켜왔던 김종국은 대전과의 계약 기간이 만료된 자유 계약으로 수원 FC에 입단하였다.
손설민과 임대트레이드로 강원 FC에 임대로 있었던 서명식은 대전 복귀 대신 부천 FC 1995 이적을 택하였다.
제주 유나이티드 소속 공격수 진대성이 대전으로 임대이적하였다.
대전과의 계약기간이 만료된 안상현이 자유계약으로 성남 FC에 입단하였다.
유성기는 이름을 유연승으로 개명한 뒤, 대전과의 계약이 해지되, 내셔널리그 울산 현대미포조선 돌고래로 이적하였다.
대전 시티즌과 계약 기간이 만료된 윤신영은 자유 계약으로 J2리그 레노파 야마구치 FC로 이적하였다.
다소 어린 선수들 위주의 선수단 구성으로 팀의 중심으로 활약할 겸 대전의 최전방 스트라이커로 골결정력 부족을 해결하기 위해, 제주 유나이티드로부터 베테랑 공격수 서동현을 1년 임대영입하였다.
서울 이랜드 FC의 오창현과 타이 프리미어리그에서 5년을 뛴 경력의 우현을 동시에 영입하며 대전의 수비진을 강화하였다.
공태하는 대전과의 계약 기간이 만료되 내셔널리그 부산교통공사에 자유계약으로 입단하였다.
전북 현대 모터스와의 계약기간이 만료된 김동찬은 자유계약으로 수원 삼성 블루윙즈로 이적하려 했으나, FA 보상금 제도 문제로 결렬되었고, K리그 클래식 소속 팀 선수가 K리그 챌린지 소속 팀으로 자유계약으로 이적시, FA 보상금이 적용되지 않는다는 점을 통해 대전 시티즌으로 이적하였다.
금교진이 대전과의 계약을 해지하고 내셔널리그 경주 한국수력원자력 축구단에 입단하였다.
대전과의 계약기간이 만료된 한덕희와 윤준하가 끝내 은퇴를 선언하고, 한덕희는 회사에 취직하였다.
2015년 메디컬테스트에서 문제가 생겨 입단이 무산될뻔 한 바 있는 김다솔은 2015시즌을 끝으로 대전과의 계약을 해지한 채 자유계약으로 인천 유나이티드에 입단하였다.
대전과의 계약기간이 만료된 이강진이 이우진으로 계명한 뒤 자유계약으로 제주 유나이티드에 입단하였다.
대전과의 계약을 해지한 한경인이 같은 대전을 연고지로 한 내셔널리그 대전 코레일로 이적하였다.
루마니아인 수비수 장 클로드와의 브라질인 공격수 구스타보를 동시영입하며 사실상 2016시즌 선수단 구성을 마무리 하였다.

대전과의 계약이 해지된 한상혁이 K3리그 신생팀 청주City FC에 입단하였다.

### 시즌 전반기

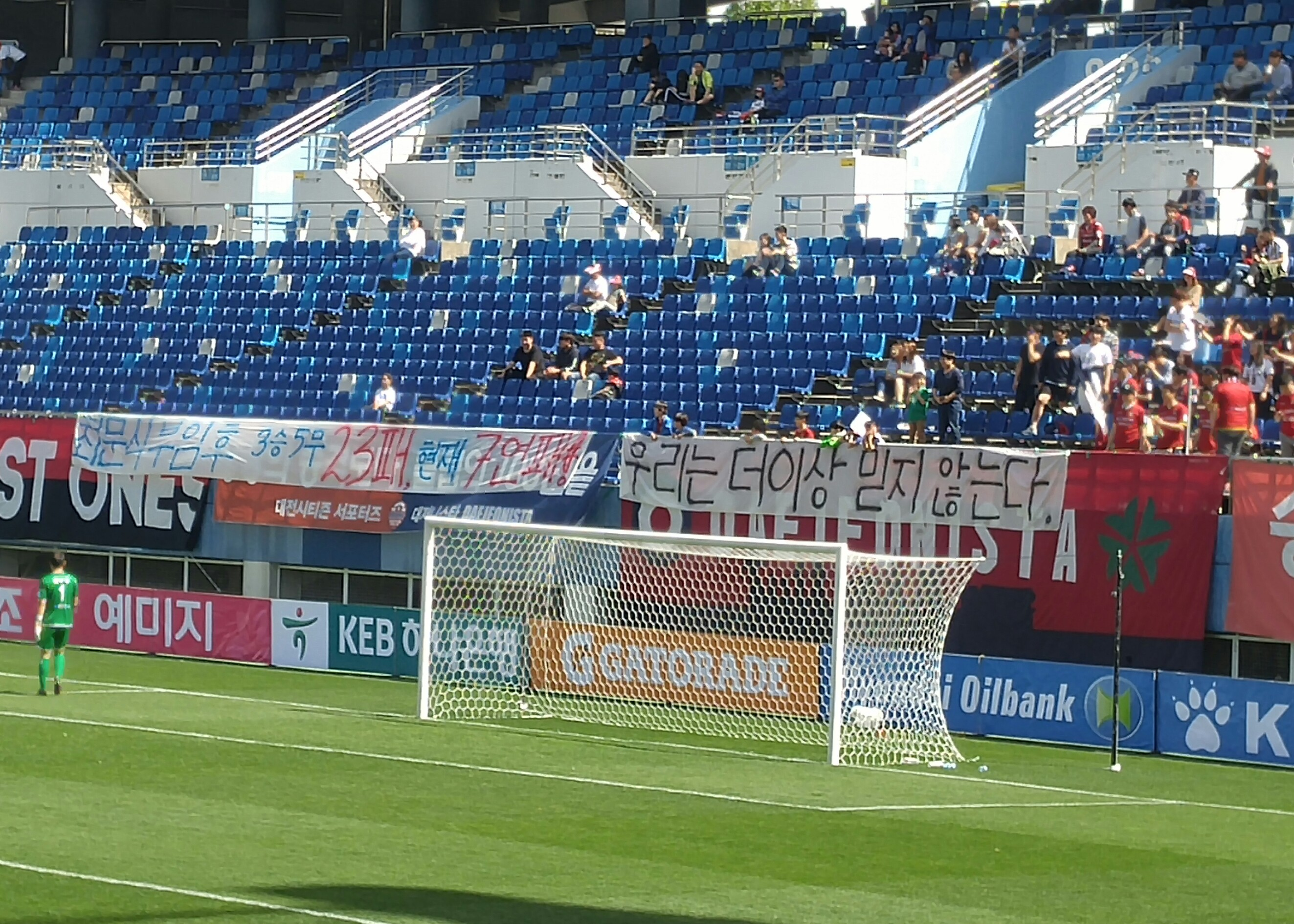
4월 24일 4연패를 비롯한 성적 부진에 대해 최문식 감독에게 불만을 표출하는 내용의 걸개를 내걸은 대전 팬들

6월 25일 지난해 취소되었던 김은중 은퇴식 겸 벨기에의 AFC 튀비즈와의 It's Daejeon 축구대회 개최가 확정되었다.
3월 26일 대구 FC와의 홈개막전서 18000명 이상의 관중이 들어서면서 역대 K리그 챌린지 최다 관중 기록을 갱신하였다.
하지만 경기에서 대전은 선수 개개인의 기량은 좋았음에도 팀 내 조직력이 맞지 않는 모습을 보였고, 전반 막판 서동현이 패널티킥을 실축하는 등의 무기력한 모습을 보이며 2 : 0으로 허무하게 패했다.

4월 2일 잠실올림픽주경기장에서 열린 서울 이랜드와의 역사적인 첫 맞대결에서도 홈개막전 때와 마찬가지로 불필요한 패스 위주의 답답한 공격력을 보이며 2 : 0으로 허무하게 패했다.
4월 9일 안산 무궁화 FC와의 홈경기에서도 역시 패스위주의 공격축구를 펼쳤고, 박재우가 패스미스로 실점의 빌미를 제공하며 1 : 0으로 허무하게 패했다.
4월 17일 부천 FC 1995와의 원정경기서 전반 초반 적극적인 공격을 시도했으며, 김동찬이 선제골을 성공시키며 2016시즌 대전의 첫골을 기록함과 동시에 지난시즌 맹활약했던 황인범이 부상에서 복귀해 출전하는 등 선전하는 듯 했지만, 수비 불안과 더불어 골키퍼 이범수의 실책 등으로 내리 3골을 헌납하며 1 : 3으로 역전패하며, 부천을 상대로 역사상 첫 패배를 기록하였다.
최문식 감독은 부천전 패배후 인터뷰를 통해 4연패에 대한 책임을 지겠음을 밝히며 사퇴를 암시하였고, 대전구단이 후임감독을 물색하고 있다는 보도가 전해지자, 윤정섭 대표이사는 후임감독 물색을 일축하였으며, 최문식 감독을 재신임 할 것을 밝혔다.
4월 24일 부산 아이파크와의 홈경기서 김동찬의 2경기 연속 골과 더불어 유승완의 추가골까지 더하며 2 : 1로 승리하며 2016시즌 첫 승리를 거두었으며, 김동찬은 이날 경기 MVP와 더불어 조예찬과 K리그 챌린지 6라운드 베스트일레븐에 선정되었다.
한편 이날 경기에는 대한민국 대표팀 감독인 울리 슈틸리케가 경기를 관전하였다.
4월 27일 연세대학교와의 FA컵 3라운드에서 완델손의 멀티골과 신인 박대훈의 골로 3 : 0 승리를 거두며 32강에 진출하게 됐으며, 수원 FC를 상대하게 되었다.
5월 1일 고양 자이크로 FC와의 원정경기서 김동찬이 선취득점을 기록하며 리그 3경기 연속골을 기록했고, 김동찬의 골을 잘지킨 대전은 1 : 0으로 승리하며 3연승을 기록했다.
5월 5일 FC 안양과의 원정 경기서 패널티킥으로 김동찬이 선취득점에 성공하며 4경기 연속골을 성공시켰고, 부상에서 돌아온 황인범이 추가골을 성공시키는 등 선전했지만 박주원이 상대 페널티킥 상황서 자책골을 기록하는 등으로 내리 2골을 헌납하며 2 : 2 무승부를 거두며 3연승 행진을 마감한채 시즌 첫 무승부를 기록했다.
5월 8일 강원 FC와의 홈경기서 대전은 김동찬이 부상으로 결장하였으며, 부상에서 돌아온 황인범과 서동현등이 여러차례 강원의 골문을 위협하는 등 선전했으나 좀처럼 득점찬스를 살리지 못했으며, 최진호에게 한골 헌납하며 1 : 0 패해 4경기 연속 무패행진을 마감하였다.
5월 11일 수원 FC와의 FA컵 32강 경기서 이승렬과 완델손이 각각 1골 씩 기록하며 팽팽히 맞섰고, 연장전에서 황재훈과 김병석 각각 1명 씩 퇴장당하는 거친 혈투끝에도 1 : 1로 경기가 마무리되어 승부차기가 이어졌으며, 박주원의 잇따른 선방으로 대전이 3 : 1로 승리를 거두며 16강 진출을 확정지었다.
5월 14일 경남 FC와의 홈경기서 완델손이 경기 시작 1분만에 선제골을 기록하였고, 조예찬이 전반 9분 추가골을 성공시키며 데뷔골을 기록한데 이어 김동찬이 쐐기골을 기록하며 대전이 3 : 1로 승리하며 시즌 2연승을 기록했고, 김동찬은 시즌 5호골로 심영성을 따돌리고 K리그 챌린지 득점선두로 등극했다.
5월 21일 충주 험멜과의 원정경기서 김동찬이 페널티킥을 성공시키며 시즌 6골을 기록하며 단독 득점 선두를 달렸으나, 곧바로 김신에게 동점골을 헌납하였고, 공격과 수비에서 답답한 플레이를 보이며 1 : 1 무승부를 거두었다.
5월 25일 서울 이랜드와의 첫 홈맞대결에서 전반 시작과 동시에 황인범의 패스를 받은 박대훈이 골키퍼를 제치고 선제골을 기록하며 프로 데뷔이후 리그 데뷔골을 기록하였고, 후반 34분에 김동찬이 페널티킥을 성공시키며 리그 7경기 연속골을 기록하며 주민규가 세운 K리그 챌린지 최다 연속골 기록과 타이를 이룰뿐더러 대전 구단 역사상 최다 연속골 기록을 세우는 등의 활약을 앞세워 오창현이 퇴장당하는 수적 열세 속에 2 : 1로 승리했다.
5월 28일 부산 아이파크와의 원정경기를 앞두고 김동찬의 8경기 연속골 여부에 관심이 쏠렸지만, 지루한 경기를 펼치며 0 : 0 무승부를 기록했고, 5경기 연속 무패행진을 달렸다.
6월 1일 강원 FC와의 원정경기서 대전은 최종수비진의 주축인 장클로드와 실바가 모두 경고누적으로 결장하는 상황 속에 고전하며 0:1로 패하며 강원을 상대로 2연패를 기록했다.
6월 4일 고양 자이크로 FC와의 홈경기서 대전은 고양의 골키퍼 강진웅의 연이은 슈퍼세이브에 고전하는 모습을 보였고 경기 주도권을 내주지 않았음에도 득점을 성공시키지 못한채 0 : 0 무승부를 거두었으며 고양전 무패행진을 이어갔다.
6월 8일 FC 안양과의 홈경기서 대전은 김선민의 선제골과 더불어 안양의 선수 한명이 퇴장당하며 수적 우위에 놓이는 등 선전하는 듯 했으나 후반 막판 수비진의 체력과 집중력 저하의 한계를 드러내며 동점골을 헌납하며 1 : 1 무승부를 거두며 4경기 연속 무승을 기록했다.
6월 11일 경남 FC와의 홈경기서 대전은 전반 초반 경남에 3골을 허용하며 경남에게 3 : 0 리드를 당하며 불안한 모습을 보였지만, 전반 막판 김선민과 장클로드의 연속골로 득실차를 늘렸으며, 후반 시작과 동시에 완델손이 멀티골을 기록하며 기적과도 같은 대역전극을 펼쳤으나, 골키퍼 이범수의 치명적인 실수로 동점골을 헌납하며 4 : 4 무승부를 거두었다.
6월 18일 충주 험멜과의 홈경기서 대전은 경기초반부터 상대를 거칠게 몰아붙였으며, 완델손의 선제골을 시작으로 구스타보가 두번째 골을 성공시키며 K리그 데뷔골을 기록했으며, 후반전에 서동현이 쐐기골을 기록하며 대전 입단 후 첫골을 기록하는 등의 활약을 앞세워 3 : 1로 승리하며 5경기 연속 무승의 늪에서 탈출하였다.
6월 22일 인천 유나이티드와의 FA컵 16강 원정 경기서 대전은 대전 출신 선수인 김대중과 케빈에게 두골을 내리 헌납하며 2 : 0으로 끌려갔지만, 서동현의 만회골과 더불어 케빈의 퇴장으로 수적 우세에 놓였으며, 경기종료 직전 완델손의 극적인 동점골로 승부를 연장전으로 이어갔지만, 골키퍼 박주원의 실수로 김도혁에게 추가골을 허용해 3 : 2로 패해 통산 두번째 FA컵 우승을 다음으로 미루게 되었다.
6월 24일 AFC 튀비즈와의 제 10회 It's Daejeon 축구대회 겸 김은중의 은퇴경기서 대전은 전반에 진대성과 구스타보가 골을 성공시켰고, 후반에 김은중이 투입되 코너킥 상황서 헤딩으로 골을 성공시키며 자신의 선수 생애 마지막 골을 기록하는 등의 활약을 앞세워 3 : 1로 승리하였다.
6월 29일 부천 FC 1995와의 홈경기서 대전은 후반들어 김동찬의 선제골을 시작으로 구스타보의 쐐기골로 2:0 승리를 거두며 5위로 순위가 상승했다. 하지만 부천은 초반부터 과격한 플레이를 보였고 후반 막판 바그닝요가 박주원에게 제지당하는 과정에서 바그닝요가 박주원의 얼굴을 밟았고, 이에 김병석이 흥분한 나머지 바그닝요를 밀치며 집단 난투극으로 이어졌고, 김병석과 바그닝요는 퇴장당하였다.
7월 4일 안산 무궁화 FC와의 원정경기서 대전은 경고누적 등의 이유로 황인범, 장클로드, 완델손, 구스타보, 김병석 등의 주전선수 5명이 결장한 가운데 수비위주로 경기를 펼쳤으나 주전 선수 공백의 한계를 극복하지 못한채 2:1로 패했다.
7월 9일 대구 FC와의 원정 경기서 대전은 대구한테 다소 밀리는 모습을 보였으며, 후반 초반 선제골을 기록했지만 곧바로 실점했고, 실바가 퇴장당하며 수적 열세에 놓였고, 후반 추가시간 역전골을 내주며 2:1 패했다. 한편 이날 경기가 마지막이였던 완델손은 골을 기록하며 유종의 미를 거두었고, 실바 역시 이날 경기서 퇴장당하며 이날 경기가 마지막 경기가 되었다.

### 여름 이적시장
완델손과 실바가 7월 중순으로 대전과의 계약기간이 만료되지만 대전 시의회에서 대전의 추경 예산을 반토막내면서 끝내 재계약이 무산되며 두명 다 대전을 떠났다.

대전과의 임대기간이 만료된 완델손이 제주 유나이티드 이적을 추진 중이라고 보도되었다.
완델손이 대전을 떠난 후 톰벤시 FC에서 제주 유나이티드로 재임대되었다.
제주 유나이티드로부터 임대로 온 서동현은 시즌 전 큰 기대를 받았던거와 달리 전반기에는 별다른 활약을 보이지 못한채 출전기회를 많이 잡지 못하는 모습을 보였고, 최문식 감독과 불화를 겪으며 결국 반년만에 대전을 떠나 수원 FC로 재임대되었다.
2015시즌을 끝으로 방출된 후 반년간 부상으로 무적신분이였던 김성수가 고양 자이크로 FC에 입단하였다.
2001년 대전에 잠깐 소속된 바 있는 아킨슨이 8월 15일 경찰이 쏜 테이저건에 맞아 숨졌다.
대전의 레전드 김은중이 티에리 구데 감독의 사임으로 AFC 튀비즈의 감독대행으로 거론되었다.

### 시즌 후반기
7월 16일 부산 아이파크와의 후반기 첫경기서 대전은 황인범과 유승완이 골을 성공시키며 2 : 1로 승리하였고, 이날 경기서 황인범은 1골 1어시스트를 기록하는 맹활약을 보이며 경기 MOM에 선정되었다.
7월 23일 서울 이랜드와의 원정경기서 대전은 황인범이 2경기 연속골을 기록하며 앞서갔지만, 부산 홈경기와 마찬가지로 전반 추가시간 칼라일 미첼에게 실점을 허용하였고, 이후 팽팽히 맞섰지만 양팀 다 추가골을 기록하지 못한채 1 : 1 무승부를 기록하였다.
7월 27일 FC 안양과의 원정경기서 대전은 전반 막판 김민균에게 실점하며 끌려갔고, 후반 들어 구스타부 사우에르가 반칙을 얻어내며 페널티킥을 얻어냈지만, 김병석이 실축하며 끝내 0 : 1로 패했다.
8월 1일 경남 FC와의 홈경기서 대전은 진대성의 선제골을 시작으로 구스타보의 추가골과 김동찬의 리그 10호골을 앞세워 경남의 3 : 1로 제압하였다. 한편 이날 경기서 진대성은 1골 1어시스트를 기록하며 이날 경기 MOM에 선정되었다.
8월 11일 충주 험멜과의 원정 경기서 대전은 김해식의 데뷔골과 김동찬의 1골 1어시스트의 활약을 앞세워 2 : 1 승리를 거두며 시즌 두번째 원정경기 승리를 거두었다.
8월 14일 강원 FC와의 홈경기서 대전 전반 15분 이한샘이 송유걸에게 한 패스를 김동찬이 가로채 쇄도한 황인범에 패스해 황인범이 이를 골로 연결시키며 1 : 0으로 달아났고, 이후 김동찬이 페널티킥을 실축하는 등 수차례 위기가 있었지만, 위기의 순간마다 골키퍼 박주원이 슈퍼세이브로 선방해내며 1 : 0 승리를 지켜내며 리그 3연승을 질주했다.
8월 17일 부천 FC 1995와의 원정 경기서 대전은 부천과 팽팽히 맞섰으나 후반 막판 페널티킥으로 바그닝요에게 선제골을 허용하면서 흔들렸고 후반 추가시간 신현준에게 추가골을 허용하며 2 : 0으로 패해 리그 4위 진입에 실패했다.
8월 22일 고양 자이크로 FC와의 원정 경기서 대전은 김동찬의 멀티골로 앞서 갔으나, 후반 들어 오창현의 퇴장으로 수적 열세에 놓이고, 고양의 인준연에게 만회골을 허용하는 등 고전했으나, 2 : 1로 승리했다.
8월 28일 안산 무궁화 FC와의 홈경기서 대전은 전반전에만 김동찬, 구스타보, 황인범, 진대성의 골로 4 : 0으로 앞섰으며, 비록 구스타보가 페널티킥을 한번 실축하긴 했지만 후반에도 골을 성공시키며 멀티골 기록하며 5 : 0 완승을 거두었다.
대전이 제 1회 옌볜국제축구대회에 초청되며 옌볜 푸더와 대략 1년만에 다시 평가전을 치르게 되었다.
9월 2일 중국 연길인민경기장에서 펼쳐진 옌볜 푸더와의 친선경기서 대전은 변정석의 멀티골을 앞세워 2 : 2 무승부를 거두었으며, 승부차기 접전 끝에 3 : 4, 통합 5 : 6으로 승리를 거두었다.
9월 7일 대구 FC와의 홈경기서 대전은 전반에 페널티킥 기회를 얻어내 김동찬이 페널티킥을 성공시켜 앞서갔고, 골키퍼 박주원이 슈퍼세이브를 연달아 기록하는 등의 경기를 주도했으나, 후반 30분 상대에게 페널티킥을 내주며 1 : 1로 비겼다. 이날 경기 무승부로 대전은 홈 11경기 연속 무패를 기록, 2014년 세운 한 시즌 홈 최다 무패기록과 타이를 이루었다.
9월 11일 부산 아이파크와의 원정경기서 대전은 공격라인을 내리는 수비 위주의 플레이로 안정적인 플레이를 시도했지만 전반동안 단 한번의 슈팅을 기록하는 등 고전하였고, 무기력한 모습을 보이며 내리 3골을 허용라며 3 : 0 패했다.
9월 19일 부천 FC 1995와의 홈경기서 대전은 부천의 압박에 밀리며 고전하였고,주전 선수들의 대거 빠진 한계를 극복하지 못한채 0 : 0으로 비겼다. 이날 경기 무승부로 대전은 홈 12경기 무패를 기록, 한시즌 홈 최다 무패를 기록하였다.
9월 25일 FC 안양과의 홈경기서 대전은 전반에만 3골을 성공시키며 막강화력을 과시하였고, 비록 후반에 2골을 헌납하긴 했지만 3 : 2로 승리하였다.
9월 28일 안산 무궁화 FC와의 원정경기서 대전은 김동찬에 집중된 롱볼 위주의 플레이를 보이며 안산에 밀리는 모습을 보였고, 끝내  1 : 0으로 패했다.
9월 30일 발표된 대한민국 U-20 축구 국가대표팀 명단에 강윤성이 발탁되며 2016년 AFC U-19 챔피언십에 출전하게 되었다.
10월 1일 경남 FC와의 원정경기서 대전은 전반에만 내리 3골을 헌납하며 끌려갔고, 후반들어 김동찬이 멀티골을 기록하며 추격하였지만, 4 : 3으로 패했다.
10월 한의권이 군복무를 목적으로 안산 무궁화 FC에 입단하였다.
10월 5일 서울 이랜드와의 홈경기서 대전은 경기를 압도했음에도 칼라일 미첼, 타라바이, 김준태에게 내리 3골을 허용하였고, 진대성과 장클로드와 만회골을 기록하며 추격했지만 끝내 3 : 2로 패하며 리그 3연패를 기록, 홈무패행진 역시 막을 내렸다.
10월 9일 고양 자이크로 FC와의 홈경기서 대전은 장준영의 데뷔골을 시작으로 김선민, 김동찬이 연속골을 기록하며 압도적인 경기를 기록한채 3 : 0 승리를 거두어 3연패에 탈출했다.
10월 15일 강원 FC와의 원정 경기서 대전은 후반들어 루이스에게 선제골을 내주며 끌려다녔지만, 후반 추가시간 구스타보와 박대훈의 극적인 극장골로 2 : 1 짜릿한 역전승을 거두었다.
10월 19일 플레이오프 진출의 마지노선인 5위 부산 아이파크가 강원 FC를 상대로 승리를 거두며 대전과의 승점차가 벌어지면서 대전은 승강플레이오프 진출이 좌절되었다.
10월 23일 충주 험멜과의 홈마지막 경기서 대전은 전반 시작과 동시에 충주의 김상필에게 선제골을 실점했으나, 곧바로 페널티킥을 얻은 후 김동찬이 성공시키며 승부를 원점을 돌렸고, 주심의 어이없는 오심 속에 구스타보, 김동곤, 박대훈이 부상으로 전반에만 교체카드 3장을 모두 쓰는 악재 속에 후반 막판 들어 장백규에게 추가골을 실점했으나, 경기 막판 김선민의 극장골로 2 : 2 무승부를 거두었다.
플레이오프 진입에 실패하자 윤정섭 사장이 사의를 표명했고, 10월 29일 최문식이 성적부진과 승강플레이오프 진출실패의 책임을 지고 대구와의 리그 마지막 경기를 끝으로 사임을 선언하였다.
10월 30일 대구 FC와의 리그 마지막 경기서 대전은 슈팅 한번 제대로 때려보지 못하는 등의 대구에 밀리는 모습을 보였고, 결국 세징야에게 골을 허용하며 1 : 0으로 패한 채로 시즌을 마무리하였다.
대전 구단은 사의를 표명한 윤정섭 사장을 재신임할 것을 밝혔다.

## 경기 결과

### K리그 챌린지
| 1 2016년 3월 26일 | 대전 시티즌 | 0 : 2 | 대구 FC               | 대전월드컵경기장                       |  |  |
| 14:00             |             |       | 에델 10′ · 파울로 27′ | 관중 수: 18,082 심판: 매호영 MVP: 에델 |  |  |
|                   |             |       |                       |                                        |  |  |

| 2 2016년 4월 2일 | 서울 이랜드           | 2 : 0 | 대전 시티즌 | 잠실올림픽주경기장                        |  |  |
| 14:00            | 타라바이 26′ 88′ (PK) |       |             | 관중 수: 1,283 심판: 김대용 MVP: 타라바이 |  |  |
|                  |                       |       |             |                                           |  |  |

| 3 2016년 4월 9일 | 대전 시티즌 | 0 : 1 | 안산 무궁화 FC | 대전월드컵경기장                        |  |  |
| 14:00            |             |       | 한지호 9′      | 관중 수: 3,158 심판: 최대우 MVP: 이현승 |  |  |
|                  |             |       |                |                                         |  |  |

| 4 2016년 4월 17일 | 부천 FC 1995                           | 3 : 1 | 대전 시티즌 | 부천종합운동장                        |  |  |
| 14:00             | 한희훈 28′ · 바그닝요 50′ · 루키안 66′ |       | 김동찬 6′   | 관중 수: 808 심판: 임정수 MVP: 루키안 |  |  |
|                   |                                        |       |             |                                       |  |  |

| 5 2016년 4월 24일 | 대전 시티즌             | 2 : 1 | 부산 아이파크 | 대전월드컵경기장                        |  |  |
| 14:00             | 김동찬 40′ · 유승완 78′ |       | 포프 51′      | 관중 수: 1,310 심판: 박영록 MVP: 김동찬 |  |  |
|                   |                         |       |               |                                         |  |  |

| 6 2016년 5월 1일 | 고양 자이크로 FC | 0 : 1 | 대전 시티즌 | 고양종합운동장                        |  |  |
| 14:00            |                  |       | 김동찬 39′  | 관중 수: 275 심판: 임정수 MVP: 조예찬 |  |  |
|                  |                  |       |             |                                       |  |  |

| 7 2016년 5월 5일 | FC 안양                      | 2 : 2 | 대전 시티즌                  | 안양종합운동장                          |  |  |
| 14:00            | 김동찬 25′ (PK) · 황인범 36′ |       | 김영도 28′ · 박주원 61′ (OG) | 관중 수: 1,801 심판: 김대용 MVP: 박승일 |  |  |
|                  |                              |       |                              |                                         |  |  |

| 8 2016년 5월 8일 | 대전 시티즌 | 0 : 1 | 강원 FC    | 대전월드컵경기장                        |  |  |
| 14:00            |             |       | 최진호 80′ | 관중 수: 1,860 심판: 성덕효 MVP: 최진호 |  |  |
|                  |             |       |            |                                         |  |  |

| 9 2016년 5월 14일 | 대전 시티즌                        | 3 : 1 | 경남 FC      | 대전월드컵경기장                        |  |  |
| 14:00             | 완델손 1′ · 조예찬 9′ · 김동찬 59′ |       | 크리스찬 68′ | 관중 수: 1,681 심판: 임정수 MVP: 김동찬 |  |  |
|                   |                                    |       |              |                                         |  |  |

| 10 2016년 5월 12일 | 충주 험멜 | 1 : 1 | 대전 시티즌     | 충주공설운동장                      |  |  |
| 15:00              | 김신 58′  |       | 김동찬 53′ (PK) | 관중 수: 873 심판: 박병진 MVP: 김신 |  |  |
|                    |           |       |                 |                                     |  |  |

| 11 2016년 5월 25일 | 대전 시티즌                 | 2 : 1 | 서울 이랜드       | 대전월드컵경기장                        |  |  |
| 19:30              | 박대훈 1′ · 김동찬 77′ (PK) |       | 칼라일 미첼 90+4′ | 관중 수: 1,303 심판: 임정수 MVP: 김동찬 |  |  |
|                    |                             |       |                   |                                         |  |  |

| 12 2016년 5월 28일 | 부산 아이파크 | 0 : 0 | 대전 시티즌 | 부산아시아드주경기장                    |  |  |
| 16:00              |               |       |             | 관중 수: 1,809 심판: 최대우 MVP: 구상민 |  |  |
|                    |               |       |             |                                         |  |  |

| 13 2016년 6월 1일 | 강원 FC    | 1 : 0 | 대전 시티즌 | 춘천종합운동장                        |  |  |
| 19:00             | 정승용 35′ |       |             | 관중 수: 518 심판: 정동식 MVP: 정승용 |  |  |
|                   |            |       |             |                                       |  |  |

| 14 2016년 6월 4일 | 대전 시티즌 | 0 : 0 | 고양 자이크로 FC | 대전월드컵경기장                        |  |  |
| 19:00             |             |       |                  | 관중 수: 1,558 심판: 박영록 MVP: 조예찬 |  |  |
|                   |             |       |                  |                                         |  |  |

| 15 2016년 6월 8일 | 대전 시티즌 | 1 : 1 | FC 안양    | 대전월드컵경기장                        |  |  |
| 19:30             | 김선민 47′  |       | 정재희 82′ | 관중 수: 1,005 심판: 김영수 MVP: 김선민 |  |  |
|                   |             |       |            |                                         |  |  |

| 16 2016년 6월 11일 | 경남 FC                                      | 4 : 4 | 대전 시티즌                                  | 양산종합운동장                            |  |  |
| 17:00              | 이호석 13′ · 안성남 20′ · 크리스찬 27′ · 76′ |       | 김선민 32′ · 장클로드 39′ · 완델손 51′ · 52′ | 관중 수: 3,408 심판: 성덕효 MVP: 크리스찬 |  |  |
|                    |                                              |       |                                              |                                           |  |  |

| 17 2016년 6월 18일 | 대전 시티즌                            | 3 : 1 | 충주 험멜 | 대전월드컵경기장                        |  |  |
| 19:00              | 완델손 15′ · 구스타보 32′ · 서동현 76′ |       | 김신 86′  | 관중 수: 2,004 심판: 김희곤 MVP: 완델손 |  |  |
|                    |                                        |       |           |                                         |  |  |

| 18 2016년 6월 29일 | 대전 시티즌               | 2 : 0 | 부천 FC 1995 | 대전월드컵경기장                        |  |  |
| 19:30              | 김동찬 60′ · 구스타보 74′ |       |              | 관중 수: 956 심판: 김대용 MVP: 구스타보 |  |  |
|                    |                           |       |              |                                         |  |  |

| 19 2016년 7월 4일 | 안산 무궁화 FC          | 2 : 1 | 대전 시티즌 | 안산와~스타디움                       |  |  |
| 19:30             | 한지호 21′ · 이현승 89′ |       | 김동찬 46′  | 관중 수: 202 심판: 성덕효 MVP: 이현승 |  |  |
|                   |                         |       |             |                                       |  |  |

| 20 2016년 7월 9일 | 대구 FC                 | 2 : 1 | 대전 시티즌 | 대구스타디움                            |  |  |
| 19:00             | 세징야 51′ · 정우재 90′ |       | 완델손 49′  | 관중 수: 1,014 심판: 서동진 MVP: 정우재 |  |  |
|                   |                         |       |             |                                         |  |  |

| 21 2016년 7월 16일 | 대전 시티즌             | 2 : 1 | 부산 아이파크 | 대전월드컵경기장                        |  |  |
| 19:00              | 황인범 34′ · 유승완 61′ |       | 정석화 45′    | 관중 수: 1,802 심판: 매호영 MVP: 황인범 |  |  |
|                    |                         |       |               |                                         |  |  |

| 22 2016년 7월 23일 | 서울 이랜드       | 1 : 1 | 대전 시티즌 | 잠실올림픽주경기장                           |  |  |
| 19:00              | 칼라일 미첼 45+1′ |       | 황인범 24′  | 관중 수: 1,059 심판: 박병진 MVP: 칼라일 미첼 |  |  |
|                    |                   |       |             |                                              |  |  |

| 23 2016년 7월 27일 | FC 안양    | 1 : 0 | 대전 시티즌 | 안양종합운동장                          |  |  |
| 20:00              | 김민균 44′ |       |             | 관중 수: 1,413 심판: 최대우 MVP: 김민균 |  |  |
|                    |            |       |             |                                         |  |  |

| 24 2016년 8월 1일 | 대전 시티즌                            | 3 : 1 | 경남 FC             | 대전월드컵경기장                        |  |  |
| 19:30             | 진대성 38′ · 구스타보 50′ · 김동찬 60′ |       | 크리스찬 90+3′ (PK) | 관중 수: 1,301 심판: 김영수 MVP: 진대성 |  |  |
|                   |                                        |       |                     |                                         |  |  |

| 25 2016년 8월 10일 | 충주 험멜     | 1 : 2 | 대전 시티즌             | 충주공설운동장                        |  |  |
| 19:00              | 김신 77′ (PK) |       | 김해식 14′ · 김동찬 44′ | 관중 수: 714 심판: 임정수 MVP: 김해식 |  |  |
|                    |               |       |                         |                                       |  |  |

| 26 2016년 8월 14일 | 대전 시티즌 | 1 : 0 | 강원 FC | 대전월드컵경기장                        |  |  |
| 19:00              | 황인범 15′  |       |         | 관중 수: 1,538 심판: 박진호 MVP: 박주원 |  |  |
|                    |             |       |         |                                         |  |  |

| 27 2016년 8월 17일 | 부천 FC 1995                     | 2 : 0 | 대전 시티즌 | 부천종합운동장                          |  |  |
| 19:30              | 바그닝요 86′ (PK) · 신현준 90+3′ |       |             | 관중 수: 821 심판: 성덕효 MVP: 바그닝요 |  |  |
|                    |                                  |       |             |                                         |  |  |

| 28 2016년 8월 22일 | 고양 자이크로 FC | 1 : 2 | 대전 시티즌     | 고양종합운동장                      |  |  |
| 19:00              | 인준연 76′       |       | 김동찬 31′, 52′ | 관중 수: 197 심판: 김대용 MVP: [[]] |  |  |
|                    |                  |       |                 |                                     |  |  |

| 29 2016년 8월 28일 | 대전 시티즌                                             | 5 : 0 | 안산 무궁화 FC | 대전월드컵경기장                        |  |  |
| 19:00              | 김동찬 4′ · 구스타보 12′, 60′ · 황인범 24′ · 진대성 32′ |       |                | 관중 수: 1,405 심판: 김희곤 MVP: 김동찬 |  |  |
|                    |                                                         |       |                |                                         |  |  |

| 30 2016년 9월 7일 | 대전 시티즌     | 1 : 1 | 대구 FC         | 대전월드컵경기장                        |  |  |
| 19:30             | 김동찬 27′ (PK) |       | 파울로 75′ (PK) | 관중 수: 1,061 심판: 송민석 MVP: 박주원 |  |  |
|                   |                 |       |                 |                                         |  |  |

| 31 2016년 9월 11일 | 부산 아이파크                        | 3 : 0 | 대전 시티즌 | 부산아시아드주경기장                    |  |  |
| 14:00              | 홍동현 39′ · 최광희 75′ · 이정진 88′ |       |             | 관중 수: 1,115 심판: 매호영 MVP: 홍동현 |  |  |
|                    |                                      |       |             |                                         |  |  |

| 32 2016년 9월 19일 | 대전 시티즌 | 0 : 0 | 부천 FC 1995 | 대전월드컵경기장                        |  |  |
| 19:30              |             |       |              | 관중 수: 1,023 심판: 김희곤 MVP: 황인범 |  |  |
|                    |             |       |              |                                         |  |  |

| 33 2016년 9월 24일 | 대전 시티즌                        | 3 : 2 | FC 안양                      | 대전월드컵경기장                        |  |  |
| 19:00              | 김동찬 3′ · 김병석 8′ · 박대훈 35′ |       | 박승일 55′ · 서용덕 86′ (PK) | 관중 수: 4,131 심판: 김동인 MVP: 김동찬 |  |  |
|                    |                                    |       |                              |                                         |  |  |

| 34 2016년 9월 28일 | 안산 무궁화 | 1 : 0 | 대전 시티즌 | 안산와~스타디움                       |  |  |
| 19:30              | 김재웅 58′  |       |             | 관중 수: 399 심판: 김동진 MVP: 김재웅 |  |  |
|                    |             |       |             |                                       |  |  |

| 35 2016년 10월 1일 | 경남 FC                                    | 4 : 3 | 대전 시티즌                       | 창원축구센터                            |  |  |
| 14:00              | 크리스찬 5′, 42′ · 정현철 27′ · 이호석 87′ |       | 김동찬 27′, 85′ · 전상훈 90′ (OG) | 관중 수: 419 심판: 김영수 MVP: 크리스찬 |  |  |
|                    |                                            |       |                                   |                                         |  |  |

| 36 2016년 10월 5일 | 대전 시티즌                 | 2 : 3 | 서울 이랜드                                | 대전월드컵경기장                        |  |  |
| 19:30              | 진대성 45+1′ · 장클로드 65′ |       | 칼라일 미첼 9′ · 타라바이 22′ · 김준태 49′ | 관중 수: 1,590 심판: 박병진 MVP: 김준태 |  |  |
|                    |                             |       |                                            |                                         |  |  |

| 37 2016년 10월 9일 | 대전 시티즌                          | 3 : 0 | 고양 자이크로 FC | 대전월드컵경기장                        |  |  |
| 14:00              | 장준영 12′ · 김선민 29′ · 김동찬 58′ |       |                  | 관중 수: 1,728 심판: 정동식 MVP: 장준영 |  |  |
|                    |                                      |       |                  |                                         |  |  |

| 38 2016년 10월 15일 | 강원 FC    | 1 : 2 | 대전 시티즌                   | 강릉종합운동장                        |  |  |
| 13:00               | 루이스 67′ |       | 구스타보 90+1′ · 박대훈 90+2′ | 관중 수: 841 심판: 김희곤 MVP: 박대훈 |  |  |
|                     |            |       |                               |                                       |  |  |

| 39 2016년 10월 23일 | 대전 시티즌                 | 2 : 2 | 충주 험멜              | 대전월드컵경기장                        |  |  |
| 14:00               | 김동찬 3′ (PK) · 김선민 90′ |       | 김상필 1′ · 장백규 85′ | 관중 수: 2,302 심판: 김동진 MVP: 김선민 |  |  |
|                     |                             |       |                        |                                         |  |  |

| 40 2016년 10월 1일 | 대구 FC    | 1 : 0 | 대전 시티즌 | 대구스타디움                             |  |  |
| 14:00              | 세징야 80′ |       |             | 관중 수: 11,413 심판: 박병진 MVP: 세징야 |  |  |
|                    |            |       |             |                                          |  |  |

### FA컵
| 3라운드 2016년 4월 27일 | 대전 시티즌                  | 3 : 0 | 연세대학교 | 대전월드컵경기장 |  |  |
| 19:30                   | 완델손 1′ · 55′ · 박대훈 34′ |       |            | 관중 수: 524     |  |  |
|                         |                              |       |            |                  |  |  |

| 32강 2016년 5월 11일              | 대전 시티즌     | 1 : 1 (3 : 1 승부차기)            | 수원 FC    | 대전월드컵경기장 |  |  |
| 19:30                             | 완델손 87′ (PK) |                                   | 이승렬 57′ | 관중 수: 604     |  |  |
|                                   |                 | 승부차기                          |            |                  |  |  |
| 서동현 · 박대훈 · 조예찬 · 완델손 |                 | 이재안 · 이승렬 · 블라단 · 레이어 |            |                  |  |  |
|                                   |                 |                                   |            |                  |  |  |

| 16강 2016년 6월 22일 | 인천 유나이티드                    | 3 : 2 | 대전 시티즌               | 인천축구전용구장 |  |  |
| 19:30                | 김대중 27′ · 케빈 69′ · 김도혁 98′ |       | 서동현 73′ · 완델손 90+2′ |                  |  |  |
|                      |                                    |       |                           |                  |  |  |

### 친선 경기
| 2016년 6월 25일 | 대전 시티즌                            | 3 : 1 | AFC 튀비즈        | 대전월드컵경기장 |  |  |
| 19:00           | 진대성 13′ · 구스타보 37′ · 김은중 86′ |       | 레반 셴겔리아 90′ | 관중 수: 13,265  |  |  |
|                 |                                        |       |                   |                  |  |  |

| 2016년 9월 2일                         | 옌볜 푸더                 | 2 : 2 (3 : 4 승부차기)              | 대전 시티즌       | 연길인민경기장 |  |  |
| 19:00                                  | 윤빛가람 15′ · 츠중궈 51′ |                                     | 변정석 13′, 90+3′ |                |  |  |
|                                        |                           | 승부차기                            |                   |                |  |  |
| 리호걸 · 진보 · 진농농 · 자오밍 · 리호 |                           | 구스타보 · 김선민 · 이동수 · 강윤성 |                   |                |  |  |
|                                        |                           |                                     |                   |                |  |  |

## 선수단

### 현재 선수 명단
| 번호         | 국적     | 이름            | 입단 연도 | 전 소속팀           | 군대      |
| 골키퍼       | 골키퍼   | 골키퍼          | 골키퍼    | 골키퍼              | 골키퍼    |
| ------------ | -------- | --------------- | --------- | ------------------- | --------- |
| 1            | 대한민국 | 박주원          | 2013      | 신인                | 미필      |
| 25           | 대한민국 | 이범수          | 2016      | 서울 이랜드         | 미필      |
| 31           | 대한민국 | 김지철          | 2016      | 신인                | 미필      |
| 수비수       |          |                 |           |                     |           |
| 2            | 대한민국 | 김태봉          | 2015      | FC 안양             | 미필      |
| 3            | 대한민국 | 김형진          | 2016      | 신인                | 미필      |
| 4            | 대한민국 | 우현            | 2016      | 에어 포스 센트럴 FC | 군면제    |
| 12           | 대한민국 | 박재우          | 2015      | 신인                | 미필      |
| 13           | 루마니아 | 장클로드        | 2016      | FC 베스트셸란       | 해당 없음 |
| 14           | 대한민국 | 변정석          | 2016      | 신인                | 미필      |
| 20           | 대한민국 | 장준영          | 2016      | 신인                | 미필      |
| 22           | 대한민국 | 오창현          | 2016      | 서울이랜드          | 미필      |
| 26           | 대한민국 | 김동곤          | 2016      | 신인                | 미필      |
| 29           | 대한민국 | 김해식          | 2016      | 신인                | 미필      |
| 미드필더     |          |                 |           |                     |           |
| 5            | 대한민국 | 김병석          | 2012      | 알나스르            | 군필      |
| 6            | 대한민국 | 황인범          | 2015      | 신인                | 미필      |
| 8            | 대한민국 | 김선민 (부주장) | 2016      | 울산 현대           | 미필      |
| 15           | 대한민국 | 강영제          | 2016      | 신인                | 미필      |
| 16           | 대한민국 | 이동수          | 2016      | 신인                | 미필      |
| 23           | 대한민국 | 조예찬          | 2016      | 신인                | 미필      |
| 24           | 대한민국 | 염광빈          | 2016      | 신인                | 미필      |
| 27           | 대한민국 | 강윤성          | 2016      | 신인                | 미필      |
| 32           | 대한민국 | 박준경          | 2016      | 신인                | 군면제    |
| 35           | 대한민국 | 오혁진          | 2016      | 신인                | 미필      |
| 88           | 대한민국 | 고민혁          | 2015      | 울산 현대           | 미필      |
| 공격수       |          |                 |           |                     |           |
| 10           | 대한민국 | 김동찬          | 2016      | 전북 현대 모터스    | 군필      |
| 11           | 대한민국 | 유승완          | 2016      | 신인                | 미필      |
| 17           | 대한민국 | 진대성          | 2016      | 제주 유나이티드     | 미필      |
| 19           | 대한민국 | 박대훈          | 2016      | 신인                | 미필      |
| 28           | 대한민국 | 최영효          | 2016      | 신인                | 미필      |
| 30           | 대한민국 | 남윤재          | 2015      | 신인                | 미필      |
| 34           | 대한민국 | 임준식          | 2016      | 신인                | 미필      |
| 99           | 브라질   | 구스타보        | 2016      | 조인빌리 EC         | 해당 없음 |
| 시즌 중 이적 |          |                 |           |                     |           |
| 7            | 대한민국 | 한의권          | 2015      | 경남 FC             | 미필      |
| 9            | 대한민국 | 서동현          | 2016      | 제주 유나이티드     | 군필      |
| 50           | 필리핀   | 실바            | 2015      | 카디시야 SC         | 해당 없음 |
| 77           | 브라질   | 완델손          | 2015      | 톰벤시 FC           | 해당 없음 |

2016 시즌 종료 당시 기준

### 영구 결번
참고: FIFA 자격 규정에 따라 소속된 국가대표팀 국기를 표시합니다. 선수는 복수의 FIFA 비회원국 국적을 가지고 있을 수 있습니다.
| 번호 | 포지션 | 국적 | 이름                        |
| ---- | ------ | ---- | --------------------------- |
| 18   | FW     |      | 김은중 선수를 기념하여 헌정 |
| 21   | GK     |      | 최은성 선수를 기념하여 헌정 |

### 코칭스태프

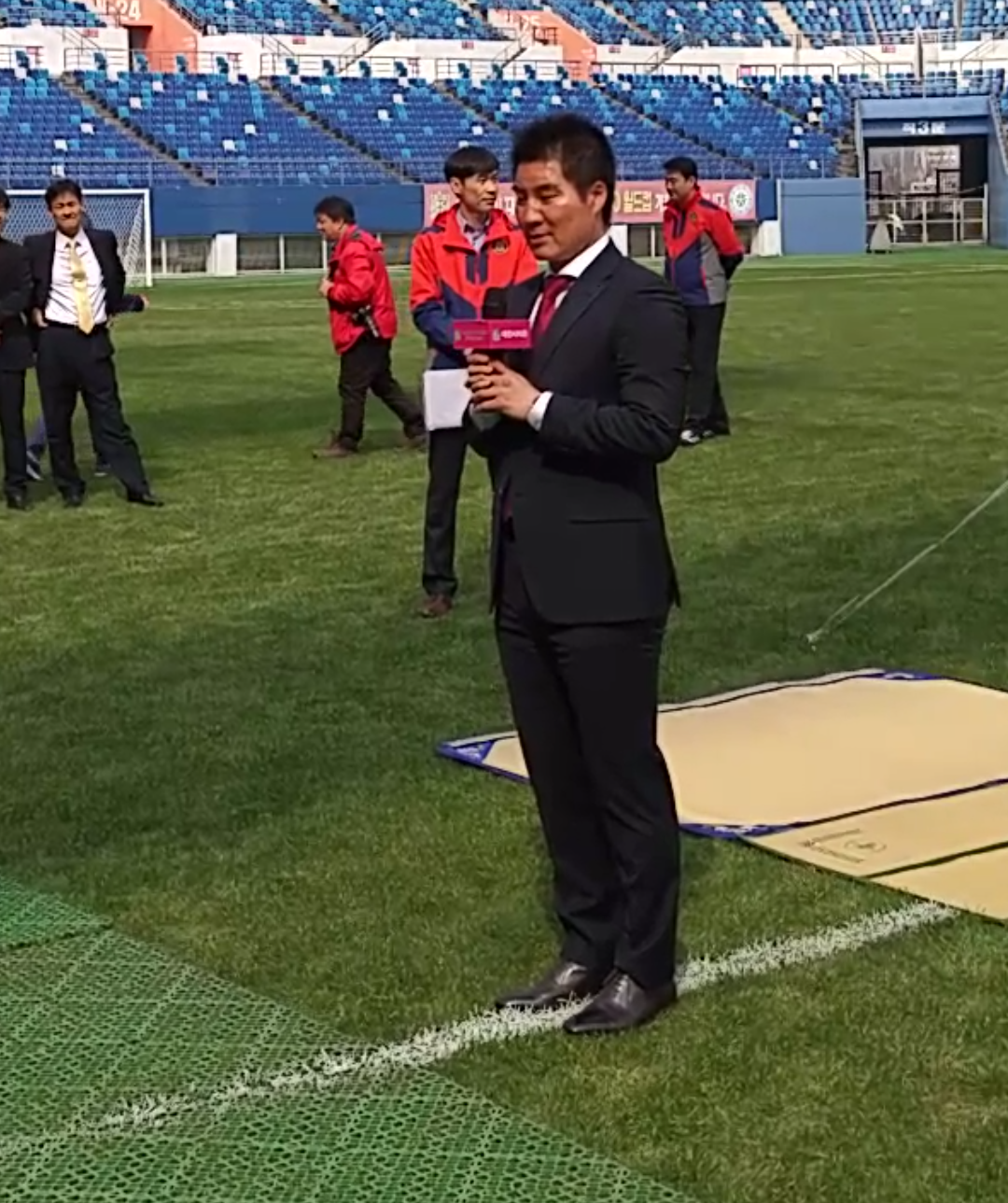
대전의 9대 감독 최문식

| 직위                    | 이름          |
| ----------------------- | ------------- |
| 1군 팀 감독             | 최문식        |
| 1군 팀 수석 코치        | 이창원        |
| 1군 팀 코치/2군 팀 감독 | 김종현        |
| 골키퍼 코치             | 김일진        |
| 스카우터                | 김영근        |
| 재활트레이너            | 이규성 노진상 |

## 선수 이적

### 영입
| # | 이름      | 포지션 | 이전구단         | 이적유형  | 이적시기      |
| - | --------- | ------ | ---------------- | --------- | ------------- |
| 1 | 이범수    | GK     | 서울 이랜드      | 완전 이적 | 겨울 이적시장 |
| 2 | 김선민    | MF     | 울산 현대        | 완전 이적 | 겨울 이적시장 |
| 3 | 진대성    | MF     | 제주 유나이티드  | 임대      | 겨울 이적시장 |
| 4 | 오창현    | DF     | 서울 이랜드      | 완전 이적 | 겨울 이적시장 |
| 5 | 우현      | DF     |                  | 자유 계약 | 겨울 이적시장 |
| 6 | 서동현    | FW     | 제주 유나이티드  | 임대      | 겨울 이적시장 |
| 7 | 김동찬    | FW     | 전북 현대 모터스 | 자유 계약 | 겨울 이적시장 |
| 8 | 장 클로드 | DF     | FC 베스트셸란    | 자유 계약 | 겨울 이적시장 |
| 9 | 구스타보  | FW     | 조인빌리 EC      | 임대      | 겨울 이적시장 |

### 우선지명 & 자유선발
| #  | 이름   | 포지션 | 이전구단             | 지명 유형 | 비고 |
| -- | ------ | ------ | -------------------- | --------- | ---- |
| 1  | 임준식 | FW     | 충남기계공업고등학교 | 우선 지명 |      |
| 2  | 이동수 | MF     | 가톨릭관동대학교     | 우선 지명 |      |
| 3  | 유승완 | DF     | 성균관대학교         | 자유 선발 |      |
| 4  | 김해식 | DF     | 한남대학교           | 자유 선발 |      |
| 5  | 조예찬 | MF     | 용인 대학교          | 자유 선발 |      |
| 6  | 장준영 | DF     | 용인대학교           | 자유 선발 |      |
| 7  | 김형진 | DF     | 배재대학교           | 자유 선발 |      |
| 8  | 김지철 | GK     | 예원예술대학교       | 자유 선발 |      |
| 9  | 강윤성 | MF     | 대구공업고등학교     | 자유 선발 |      |
| 10 | 변정석 | DF     | 인천대학교           | 자유 선발 |      |
| 11 | 강영제 | MF     | 조선대학교           | 자유 선발 |      |
| 12 | 박대훈 | FW     | 서남대학교           | 자유 선발 |      |
| 13 | 염광빈 | MF     | 수원대학교           | 자유 선발 |      |
| 14 | 김동곤 | MF     | 대구대학교           | 자유 선발 |      |
| 15 | 최영효 | MF     | 성균관대학교         | 자유 선발 |      |
| 16 | 박준경 | MF     | 한남대학교           | 자유 선발 |      |
| 17 | 오혁진 | MF     | 조선대학교           | 자유 선발 |      |

### 방출
| #  | 이름        | 포지션 | 이적구단                 | 이적유형  | 이적시기      |
| -- | ----------- | ------ | ------------------------ | --------- | ------------- |
| 1  | 서명원      | FW     | 울산 현대                | 완전 이적 | 겨울 이적시장 |
| 2  | 하피냐      | FW     | CR 플라멩구              | 임대 복귀 | 겨울 이적시장 |
| 3  | 닐톤        | FW     | AD 상카에타누            | 임대 복귀 | 겨울 이적시장 |
| 4  | 안상현      | MF     | 성남 FC                  | 자유 계약 | 겨울 이적시장 |
| 5  | 김상필      | DF     | 충주 험멜 축구단         | 자유 계약 | 겨울 이적시장 |
| 6  | 윤신영      | DF     | 레노파 야마구치          | 자유 계약 | 겨울 이적시장 |
| 7  | 안세희      | DF     | 부산 아이파크            | 임대 복귀 | 겨울 이적시장 |
| 8  | 금교진      | DF     | 경주 한국수력원자력      | 완전 이적 | 겨울 이적시장 |
| 9  | 이우진      | DF     | 제주 유나이티드          | 자유 계약 | 겨울 이적시장 |
| 10 | 손설민      | DF     | 강원 FC                  | 임대 복귀 | 겨울 이적시장 |
| 11 | 이광훈      | FW     | 포항 스틸러스            | 임대 복귀 | 겨울 이적시장 |
| 12 | 유연승      | MF     | 울산 현대미포조선 돌고래 | 완전 이적 | 겨울 이적시장 |
| 13 | 김종국      | MF     | 수원 FC                  | 자유 계약 | 겨울 이적시장 |
| 14 | 공태하      | FW     | 부산교통공사 축구단      | 자유 계약 | 겨울 이적시장 |
| 15 | 한상혁      | GK     | 청주City FC              | 자유 계약 | 겨울 이적시장 |
| 16 | 김다솔      | GK     | 인천 유나이티드          | 자유 계약 | 겨울 이적시장 |
| 17 | 조원득      | DF     | 수원 삼성 블루윙즈       | 임대 복귀 | 겨울 이적시장 |
| 18 | 한경인      | FW     | 대전 코레일              | 자유 계약 | 겨울 이적시장 |
| 19 | 윤준하      | FW     |                          | 은퇴      | 겨울 이적시장 |
| 20 | 한덕희      | MF     |                          | 은퇴      | 겨울 이적시장 |
| 21 | 윤원일      | DF     |                          | 은퇴      | 겨울 이적시장 |
| 22 | 김성수      | MF     |                          | 자유 계약 | 겨울 이적시장 |
| 23 | 이현호      | FW     |                          | 자유 계약 | 겨울 이적시장 |
| 24 | 이정근      | MF     |                          | 자유 계약 | 겨울 이적시장 |
| 25 | 박영수      | DF     |                          | 자유 계약 | 겨울 이적시장 |
| 26 | 김연수      | MF     |                          | 자유 계약 | 겨울 이적시장 |
| 27 | 완델손      | DF     | 톰벤시 FC                | 임대 복귀 | 여름 이적시장 |
| 28 | 알바로 실바 | DF     |                          | 자유 계약 | 여름 이적시장 |
| 29 | 서동현      | FW     | 제주 유나이티드          | 임대 복귀 | 여름 이적시장 |

### 임대 및 군입대
| # | 이름   | 포지션 | 임대구단       | 이적시기      | 기간   |  |
| - | ------ | ------ | -------------- | ------------- | ------ |  |
| 1 | 윤준성 | DF     | 상주 상무      | 겨울 이적시장 | 21개월 |  |
| 2 | 이현승 | FW     | 안산 무궁화 FC | 겨울 이적시장 | 21개월 |  |
| 3 | 황지웅 | FW     | 안산 무궁화 FC | 겨울 이적시장 | 21개월 |  |
| 4 | 한의권 | FW     | 안산 무궁화 FC | 여름 이적시장 | 21개월 |  |

## 통계

### 선수 개인 기록
| 1           | GK | 대한민국 | 박주원   | 30 | 0  | 27 | 0  | 3 | 0 |
| 2           | DF | 대한민국 | 김태봉   | 6  | 0  | 6  | 0  | 0 | 0 |
| 3           | DF | 대한민국 | 김형진   | 18 | 0  | 16 | 0  | 2 | 0 |
| 4           | DF | 대한민국 | 우현     | 11 | 0  | 11 | 0  | 0 | 0 |
| 5           | MF | 대한민국 | 김병석   | 36 | 1  | 34 | 1  | 2 | 0 |
| 6           | MF | 대한민국 | 황인범   | 37 | 6  | 35 | 5  | 2 | 1 |
| 8           | MF | 대한민국 | 김선민   | 32 | 4  | 30 | 4  | 2 | 0 |
| 10          | MF | 대한민국 | 김동찬   | 40 | 20 | 39 | 20 | 1 | 0 |
| 11          | FW | 대한민국 | 유승완   | 24 | 3  | 22 | 2  | 2 | 1 |
| 12          | DF | 대한민국 | 박재우   | 3  | 0  | 3  | 0  | 0 | 0 |
| 13          | DF | 루마니아 | 장클로드 | 40 | 2  | 37 | 2  | 3 | 0 |
| 14          | DF | 대한민국 | 변정석   | 1  | 0  | 1  | 0  | 0 | 0 |
| 15          | DF | 대한민국 | 강영제   | 8  | 1  | 7  | 0  | 1 | 1 |
| 16          | MF | 대한민국 | 이동수   | 39 | 1  | 36 | 1  | 3 | 0 |
| 17          | FW | 대한민국 | 진대성   | 25 | 3  | 24 | 3  | 1 | 0 |
| 19          | FW | 대한민국 | 박대훈   | 27 | 6  | 25 | 5  | 2 | 1 |
| 20          | DF | 대한민국 | 장준영   | 20 | 1  | 20 | 1  | 0 | 0 |
| 22          | DF | 대한민국 | 오창현   | 29 | 0  | 27 | 0  | 2 | 0 |
| 23          | MF | 대한민국 | 조예찬   | 27 | 1  | 24 | 1  | 3 | 0 |
| 24          | MF | 대한민국 | 염광빈   | 3  | 0  | 2  | 0  | 1 | 0 |
| 25          | GK | 대한민국 | 이범수   | 13 | 0  | 13 | 0  | 0 | 0 |
| 26          | DF | 대한민국 | 김동곤   | 4  | 0  | 4  | 0  | 0 | 0 |
| 27          | MF | 대한민국 | 강윤성   | 28 | 0  | 26 | 0  | 2 | 0 |
| 28          | FW | 대한민국 | 최영효   | 0  | 0  | 0  | 0  | 0 | 0 |
| 29          | DF | 대한민국 | 김해식   | 20 | 1  | 20 | 1  | 0 | 0 |
| 30          | FW | 대한민국 | 남윤재   | 2  | 0  | 1  | 0  | 1 | 0 |
| 31          | GK | 대한민국 | 김지철   | 0  | 0  | 0  | 0  | 0 | 0 |
| 32          | MF | 대한민국 | 박준경   | 0  | 0  | 0  | 0  | 0 | 0 |
| 34          | FW | 대한민국 | 임준식   | 0  | 0  | 0  | 0  | 0 | 0 |
| 35          | MF | 대한민국 | 오혁진   | 0  | 0  | 0  | 0  | 0 | 0 |
| 88          | MF | 대한민국 | 고민혁   | 1  | 0  | 1  | 0  | 0 | 0 |
| 99          | FW | 브라질   | 구스타보 | 24 | 6  | 22 | 6  | 2 | 0 |
| 시즌중 이적 |    |          |          |    |    |    |    |   |   |
| 7           | FW | 대한민국 | 한의권   | 6  | 0  | 6  | 0  | 0 | 0 |
| 9           | FW | 대한민국 | 서동현   | 10 | 2  | 8  | 1  | 2 | 1 |
| 50          | DF | 필리핀   | 실바     | 18 | 0  | 15 | 0  | 3 | 0 |
| 77          | FW | 브라질   | 완델손   | 21 | 8  | 18 | 5  | 3 | 3 |

|  |

## 같이 보기
- 대전 하나 시티즌
- 분류:대전 시티즌 시즌